# Koronavirág
A koronavirág (Calotropis gigantea) a tárnicsvirágúak (Gentianales) rendjébe, ezen belül a meténgfélék (Apocynaceae) családjába tartozó faj.

## Előfordulása
A koronavirág főként tengerpartokon és viszonylag száraz tenyészhelyeken nő; őshazája Irántól Délkelet-Ázsiáig terjed. Afrikába, Ausztráliába, Pápua Új-Guineába, Hawaiiba, és egyéb csendes- és indiai-óceáni szigetekre, valamint a Karib-térségbe és Dél-Amerika északkeleti részére betelepítették ezt a növényfajt.

## Megjelenése
A növény minden része tejnedvet tartalmaz. Levelei átellenes állásúak, vastagok, bőrneműek, kékesszürke viaszbevonatúak. A virágok krémfehérek vagy halványlilák, 5 tagúak, közepükön ötszögletű, piramisszerű képződmény látható. A koronavirág erőteljes ágrendszerű, 1-5 méter magas cserje, ritkán kis fa. Levele rövid nyelű, szíves vállú, elliptikus, 8-20 centiméter hosszú, 4-12 centiméter széles, kissé kihegyezett. Virága 2,5-4,5 centiméteres, viaszos, a pártacimpák szétterülők, a mellékpártából alakult „piramis” körülbelül 1,5 centiméter magas, és gyakran sötétebb a pártánál, közepén helyezkedik el a zöldessárga bibe. A virágok állernyős virágzatokban fejlődnek. Termése kékeszöld, 7-10 centiméter hosszú, 2,5-4 centiméter vastag, alul görbült, sok, szőrüstökös magot tartalmaz.

## Egyéb
A koronavirág szárai szívós rostot szolgáltatnak, amely mudar- vagy yercumrostként kerül forgalomba, és akár horgászzsinórként is használható. A mérgező tejnedvet sokféle gyógyászati célra alkalmazzák; megszárítva gumiszerű réteget képez. A virágok nagyon tartósak, ezért kedvelik a virágkötészetben.

## Képek

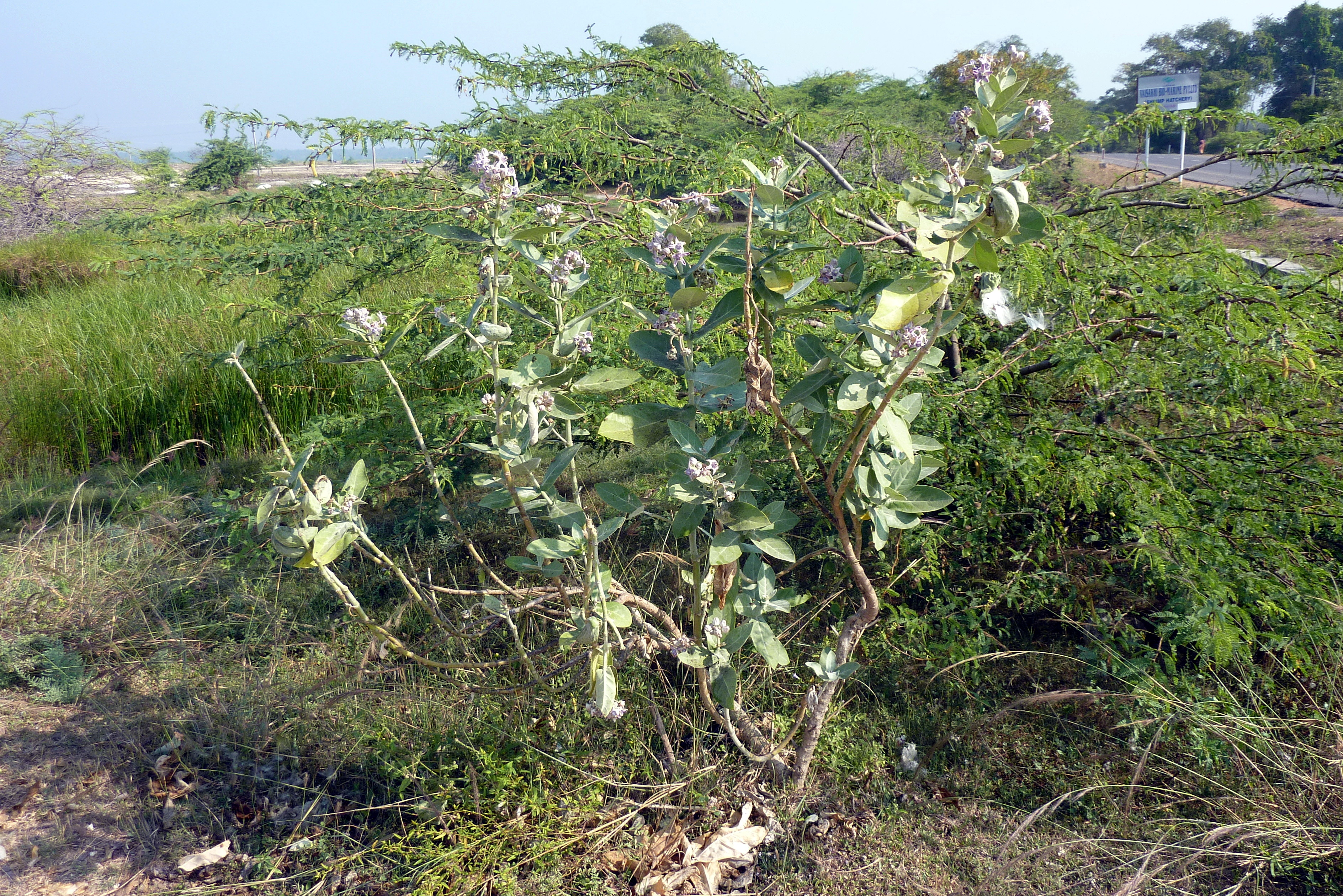
A növény
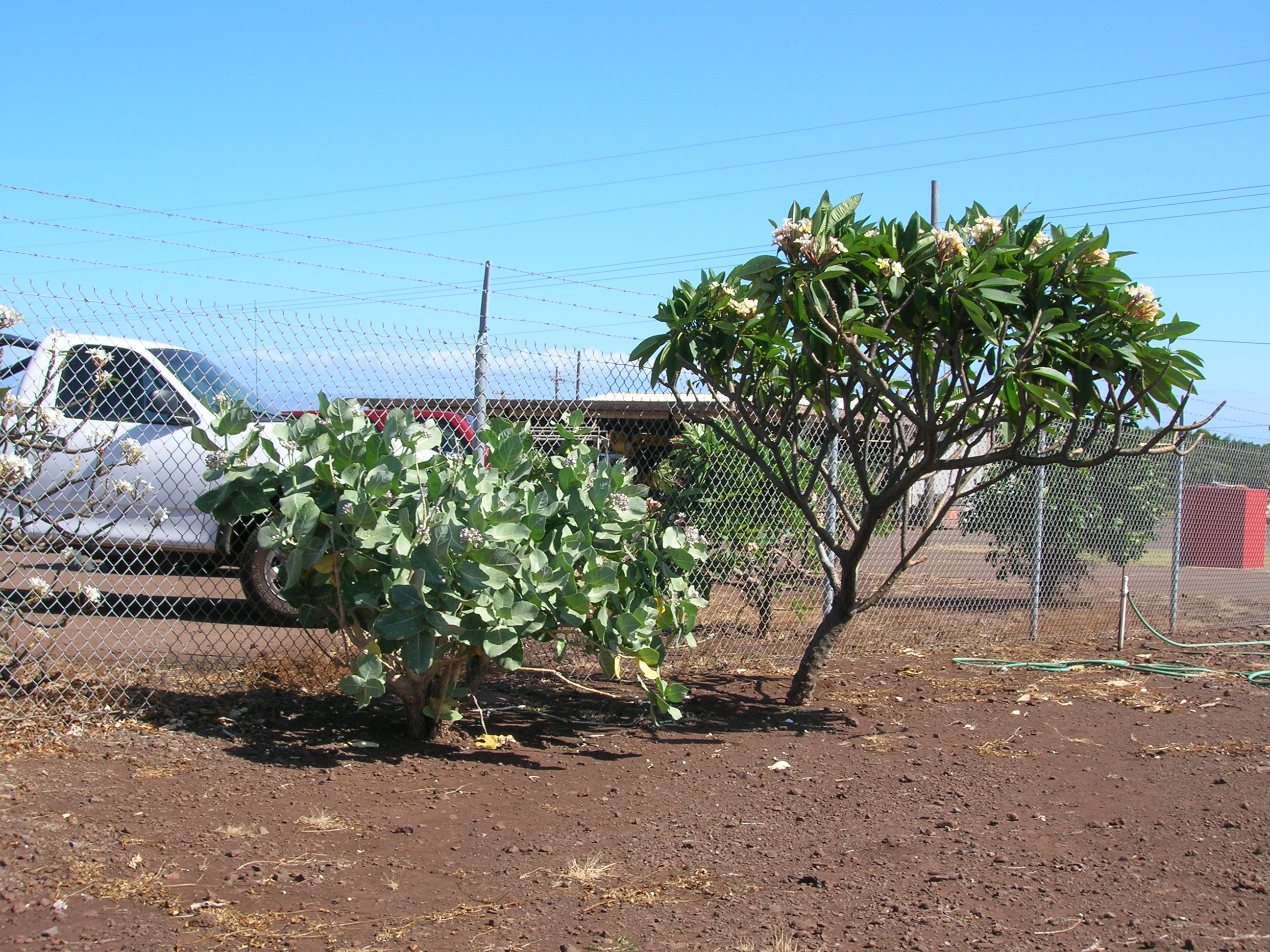
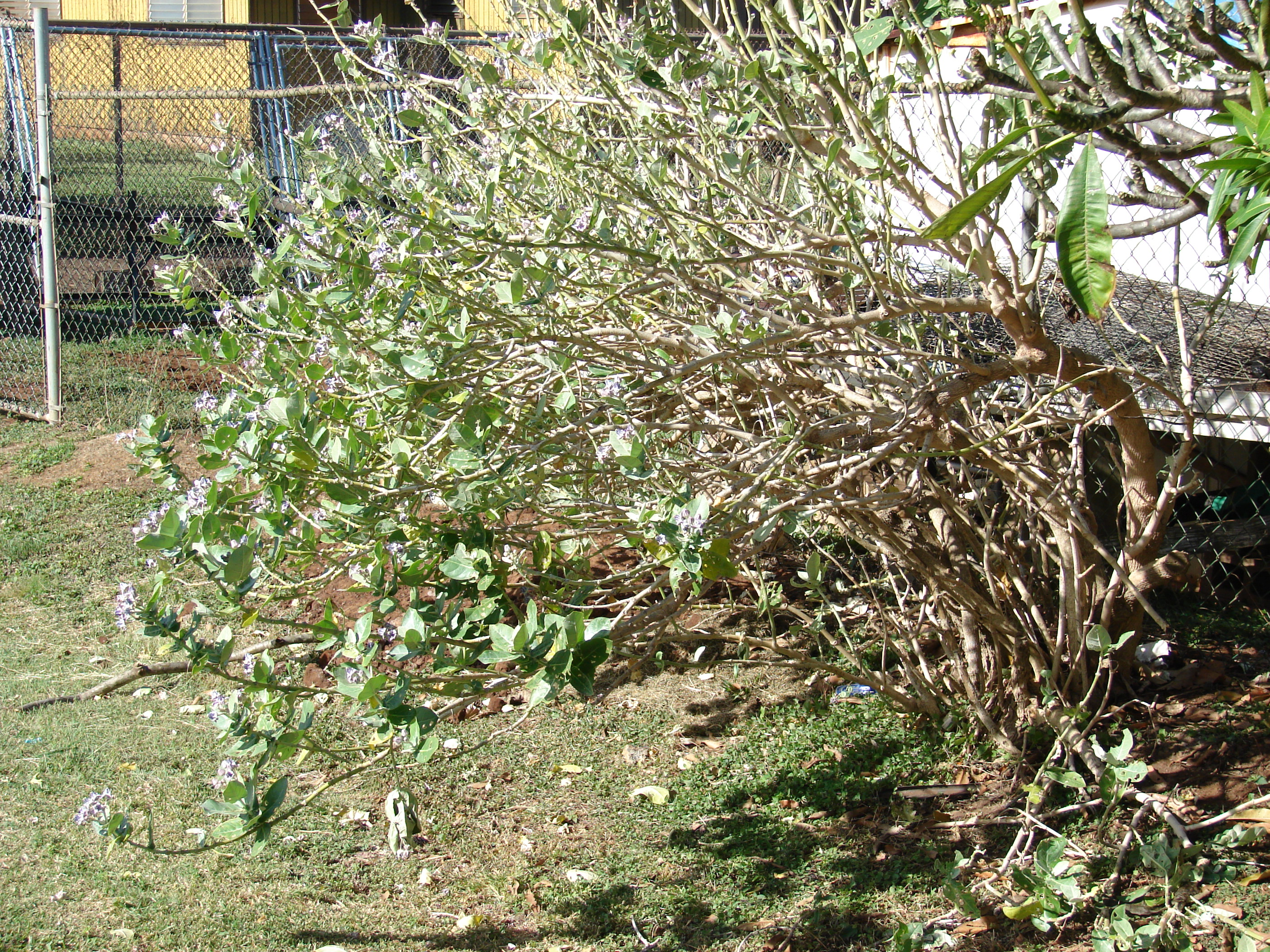
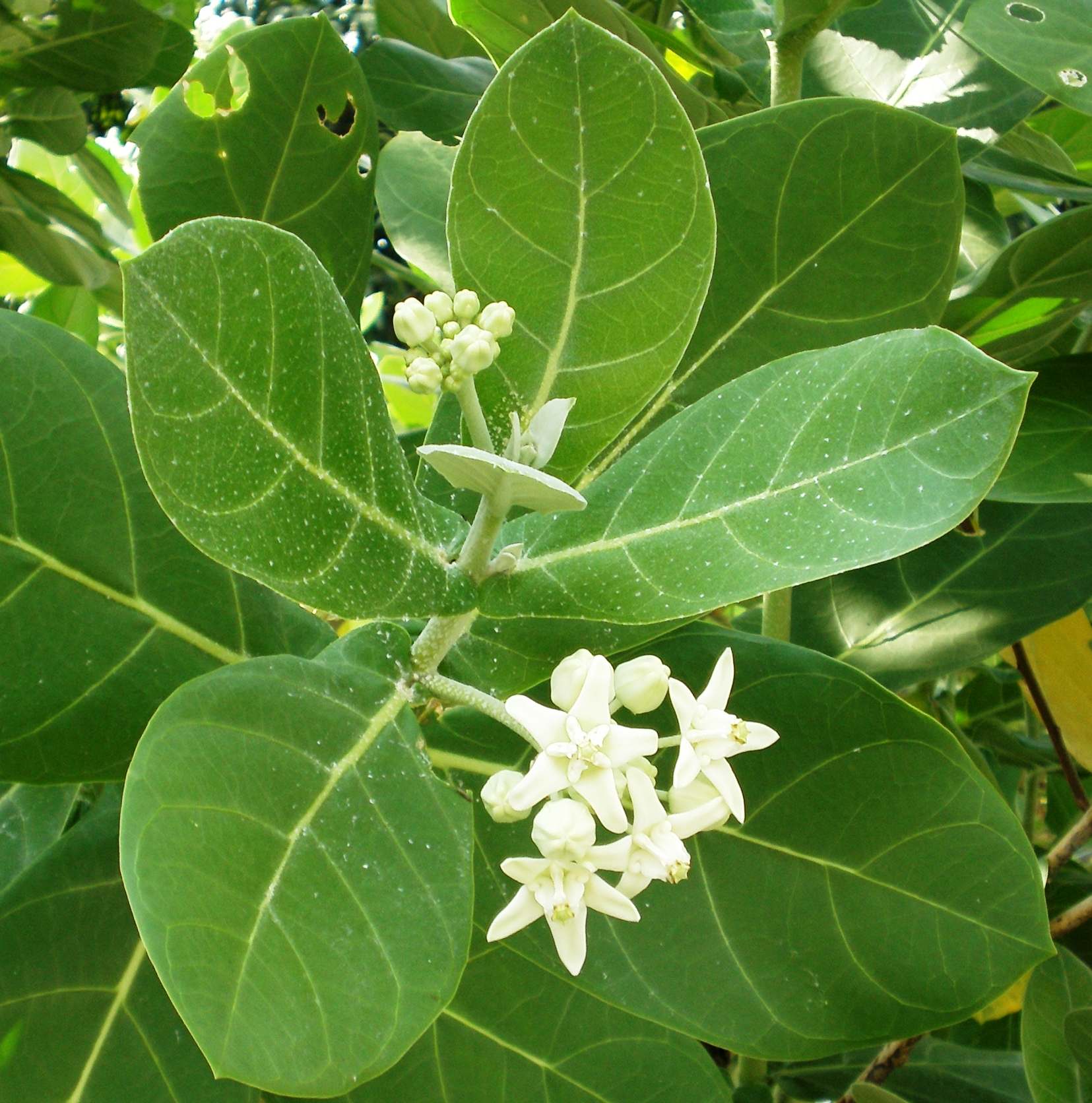
fehér és
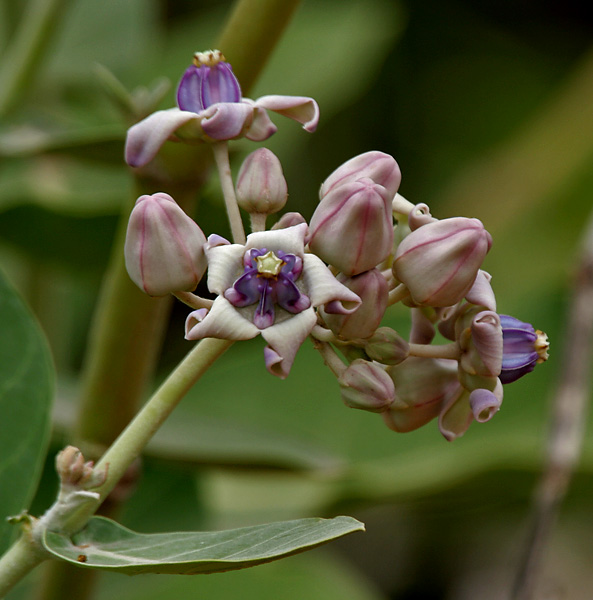
lila virágai
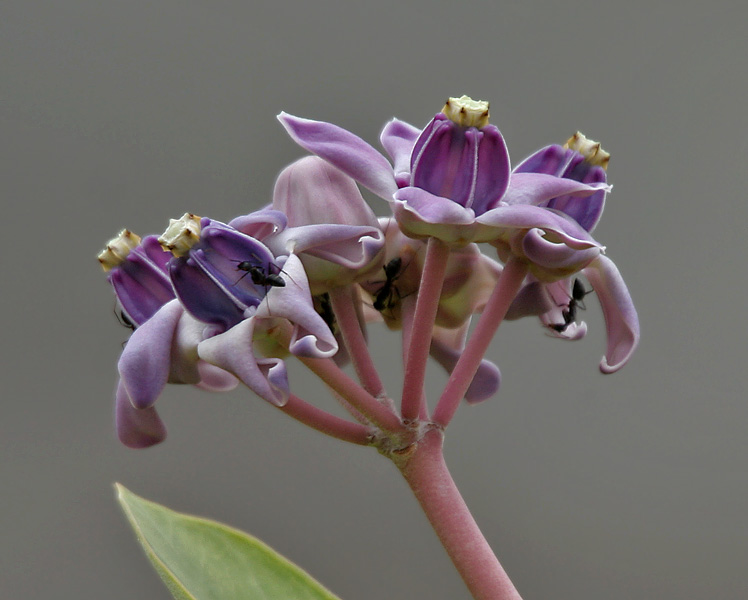
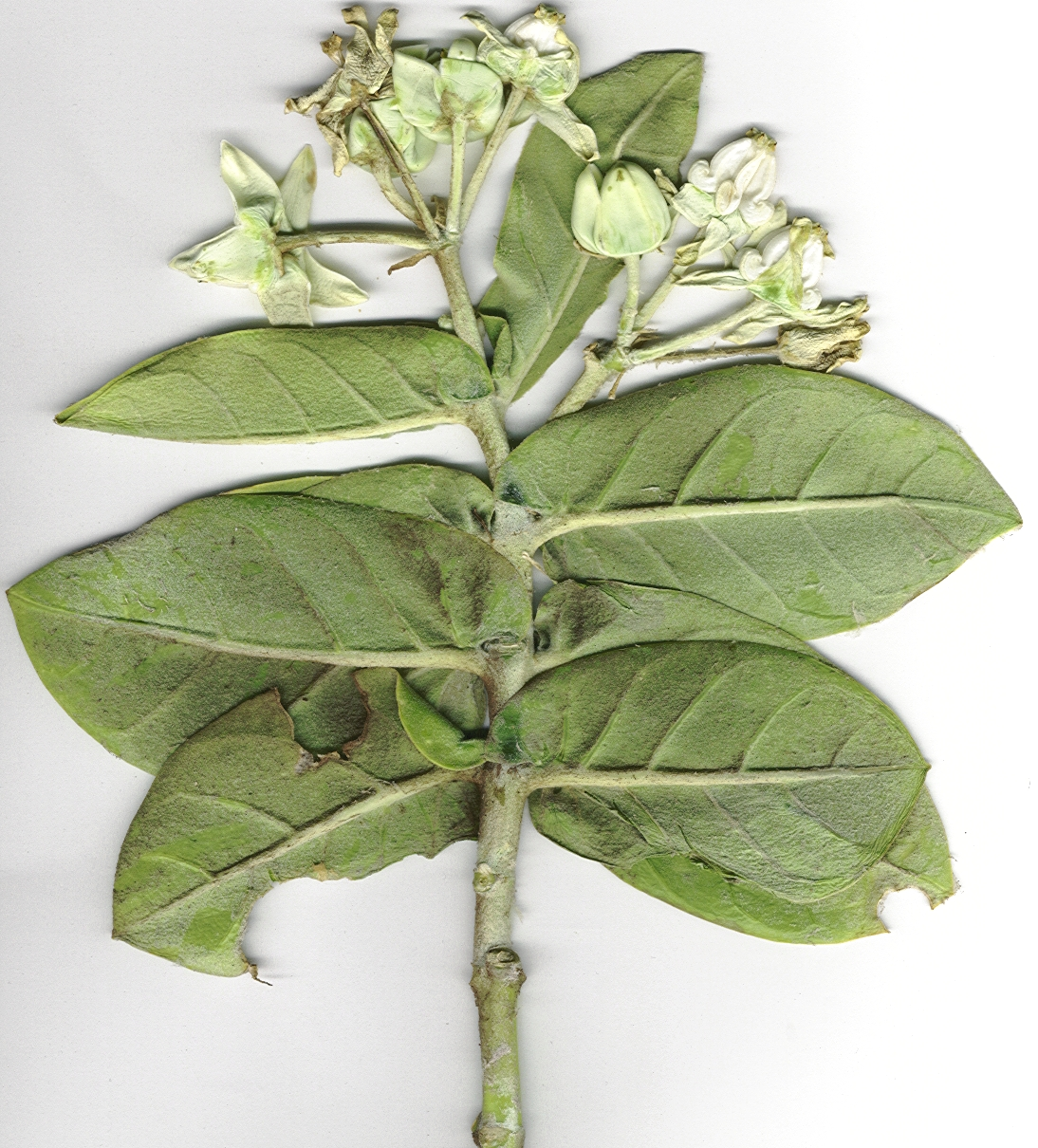
Lapított ág, levelekkel és virágokkal
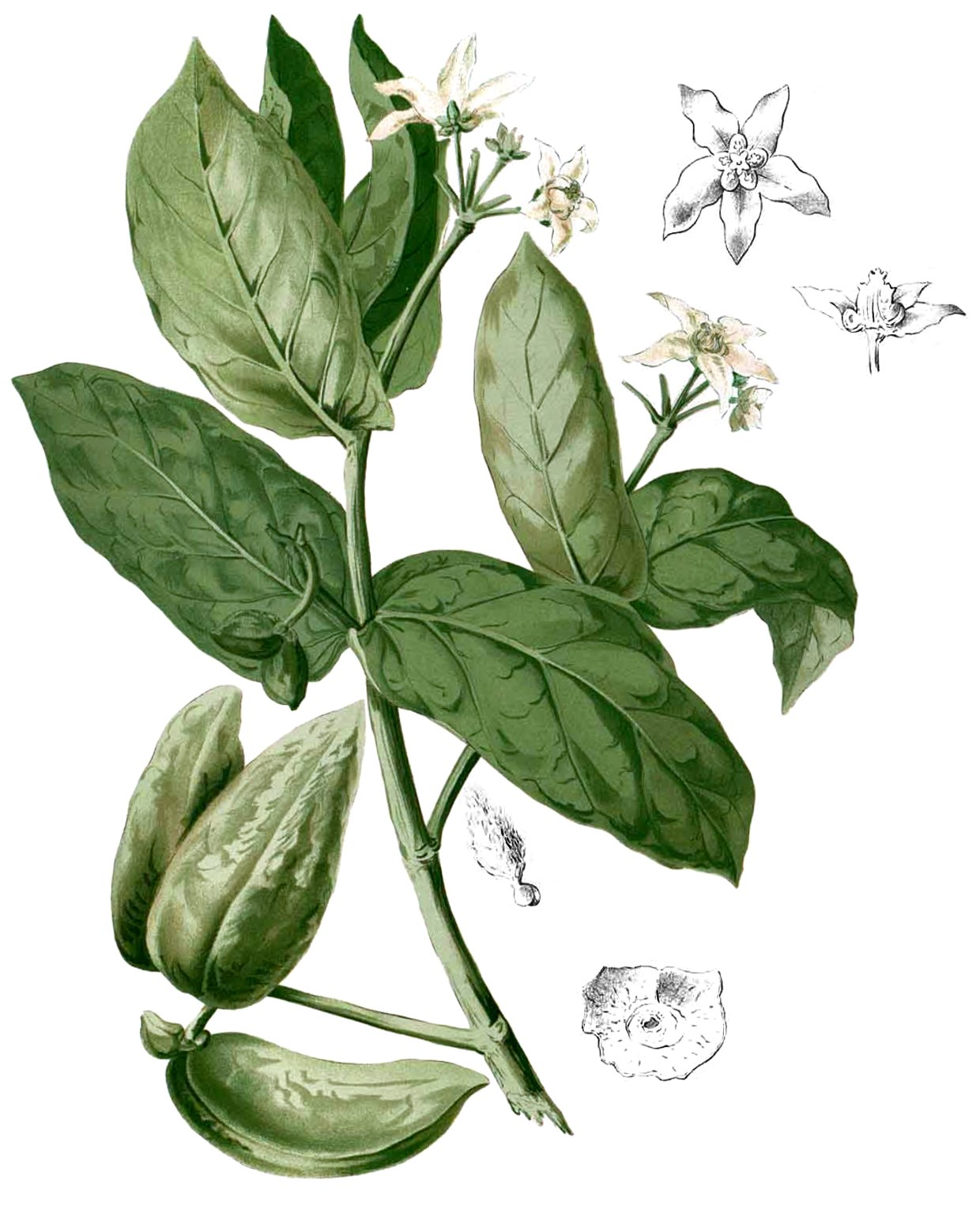
Rajz a növényről